# Магура Лимнянская
Магура Лимнянская — горная вершина в Карпатах, в Верхнеднестровских Бескидах. Расположена в пределах Самборского района Львовской области, между сёлами Грозьово и Лопушанка. Высота 1022 м. Верхняя часть склонов горы покрыта хвойными, преимущественно пихтовыми и елово-пихтовыми лесами, местами — вторичные луга.
На вершине Магуры Лимнянской расположена братская могила советским воинам, которые погибли здесь во время Великой Отечественной войны в августе 1944 года. Гору, как стратегический пункт в Карпатах, обороняли несколько немецких и венгерских частей. Советские войска пытались взять верх штурмом, и лишь прорыв с флангов заставил защитников оставить гору и отойти подальше в Карпаты. На Магуре Лимнянской также шли бои во время Первой мировой войны.